# Port Henry
Port Henry est une localité américaine située dans la municipalité de Moriah, dans l'État de New York.

## Géographie
Port Henry est établi sur la rive occidentale du lac Champlain et situé à 52 km au sud-ouest de Burlington (Vermont), à 150 km au nord d'Albany et à 160 km au sud de Montréal, au Québec.

## Histoire
Port Henry s'établit sur une étendue de terre réservée par la Couronne britannique aux vétérans de la guerre de la Conquête. Les premiers colons s'y installent en 1785, après la guerre d'indépendance américaine. Ils vivent principalement du commerce du bois et un quai d'expédition est construit en 1820 sur la rive du lac Champlain. La découverte et l'exploitation du fer dans les Adirondacks provoquent un boom économique local. Un premier haut fourneau est construit dès 1822 à Port Henry, d'où les produits métallurgiques sont expédiés sur le lac Champlain puis plus tard par voie ferrée.
Le 1er mai 1869, Port Henry est érigée en municipalité sous le statut de village, enclavée dans celle de Moriah. À la suite d'un référendum, le village est dissous le 31 mars 2017 et son territoire réintégré dans celui de Moriah.